# Abdul Hakim Tabibi
Abdul Hakim Tabibi (paschtunisch ډاکټر عبدالحکيم طبيبي; * 24. Oktober 1924 in Kabul) ist ein ehemaliger afghanischer Diplomat und Politiker.

## Leben
Abdul Hakim Tabibi spricht Deri und Pashtu, ist verheiratet und besuchte die Habibia High School. Er war Beamter in der afghanischen Development Bank. Er studierte von 1943 bis 1946 Rechtswissenschaften an der Universität Kabul. Von 1949 bis 1953 absolvierte er an der George Washington University einen Master-Studiengang. Von 1952 bis 1954 studierte er an der American University in Washington, wo er zum Doktor  promoviert wurde. Von 1948 bis 1953 wurde er in Washington, D.C. beschäftigt. Von 1953 bis 1954 leitete er die Abteilung Politik im afghanischen Außenministerium. Von 1954 bis 1963 war er stellvertretender Leiter der ständigen Vertretung der afghanischen Regierung im UN-Hauptquartier in New York City.
1964 war er Botschafter in Belgrad. Von 1965 bis 1966 war er Justizminister. Von 1967 bis 1970 war er Botschafter in Tokio, Japan. Von 1967 bis 1971 war er Botschafter in Manila auf den Philippinen. Von 29. Juli 1970 bis 1973 war er Botschafter in Neu-Delhi, Indien und war auch bei der Regierung in Katmandu, Nepal akkreditiert. Er wurde 1973 zum Leiter der ständigen Vertretung der afghanischen Regierung im UN-Hauptquartier in New York City ernannt und übte dieses Amt bis 1980 – dem Beginn der Sowjetische Intervention in Afghanistan – aus.

## Schriften
- Aftermath created by British policy in respect to Afghanistan-Pakistan relations, 1955.
- The right of transit of land-locked countries: a study of legal and international development of the right of free access to the sea, 1970.
- The political struggle of Sayid Jamal ad-Din Afghani. Baihaqi: Ministry of Information and Culture, 1977.
- Afghanistan: a nation in love with freedom. Cedar Rapids, IA: Igram Press, 1985.